# برج پخش تلویزیونی ترنر
برج پخش تلویزیونی ترنر (به انگلیسی: Turner Broadcasting tower) برجی واقع در شهر آتلانتا ،ایالات متحده آمریکا با بلندای ۳۱۴٫۳ متر بود که در سال ۲۰۱۰ تخریب شد.